# الفقهاء (قرية)
قرية الفقهاء قرية سعودية تقع في منطقة جازان جنوب غرب السعودية.

## نبذة
تبعد قرية الفقهاء عن مدينة جازان قرابة 15 كم، وتحفها المزارع ويسكنها قبائل فقيهي ومحزري وسوادي وصلوي وداحش وعامري وضامري ودشانية وآل عشوي ، والعزيري والحكمي وتمتاز بكثرة المزارع حيث أن تربتها قابلة للاستزراع ولوفرة المياه بها وكذالك تربية الماشية .